# Brad Sucks
Brad Sucks (littéralement « Brad Craint ») est le nom du « one man band » créé par le musicien canadien Brad Turcotte (né le 14 novembre 1976) alors unique membre du groupe et à la fois compositeur, vocaliste et multi-instrumentiste.

## One Man Band
Créateur du « one man band » Brad Sucks, Brad Turcotte fait partie des premiers musiciens à s'engager dans le mouvement de Culture libre pour la distribution et la diffusion de ses chansons.
Turcotte a créé son site web en 2002 avec l'intention de produire de la musique « open source ». Il y mit son premier single auto-produit, nommé Brad Sucks One, au format MP3 et en téléchargement libre, ainsi que les fichiers audio sources qui lui ont permis de réaliser ce morceau.
Il donna certains droits supplémentaires à son public, en plaçant certaines de ses productions sous licence Creative Commons BY SA,, qui permet à d'autres personnes de pouvoir utiliser, copier et modifier ses morceaux librement. En 2003, il signe avec le label indépendant de musique libre Magnatune. Cette totale liberté lui permit de promouvoir aussi sa musique sur des sites comme ccMixter, Myspace et Podsafe. Grâce à cela, on lui fit aussi beaucoup de publicité gratuite sur les blogs, et également dans les magazine de Culture Libre. Son premier album, I Don't Know What I'm Doing, fut relayé sur Magnatune, Jamendo, et Dogmazic entre autres.
Le 3 août 2003, Turcotte disputa le concours Song Fight!, avec sa chanson Bad Attraction, qu'il emporta.
En octobre 2005, Brad commence à jouer dans des concerts. Il s'entoure du guitariste Rob Cosh, du batteur Bruce Spence et du bassiste Richard Nash. Avec ce groupe il adapte ses enregistrements solo en morceaux pouvant être joués devant un public. Lors de leur première apparition ensemble, utilisant des arrangements rock des chansons les plus populaires de Brad Sucks, les quatre musiciens finirent finalistes de la compétition de groupe musicaux Tech Rocks 2005.
En parallèle de ses productions musicales, Turcotte a également créé les sites stripcreator.com, qui permet aux visiteurs du site de créer leurs propres webcomics, et in4mador, un agrégateur de « liens intéressants » soumis par les utilisateurs.

## Discographie

### I Don't Know What I'm Doing (2003)

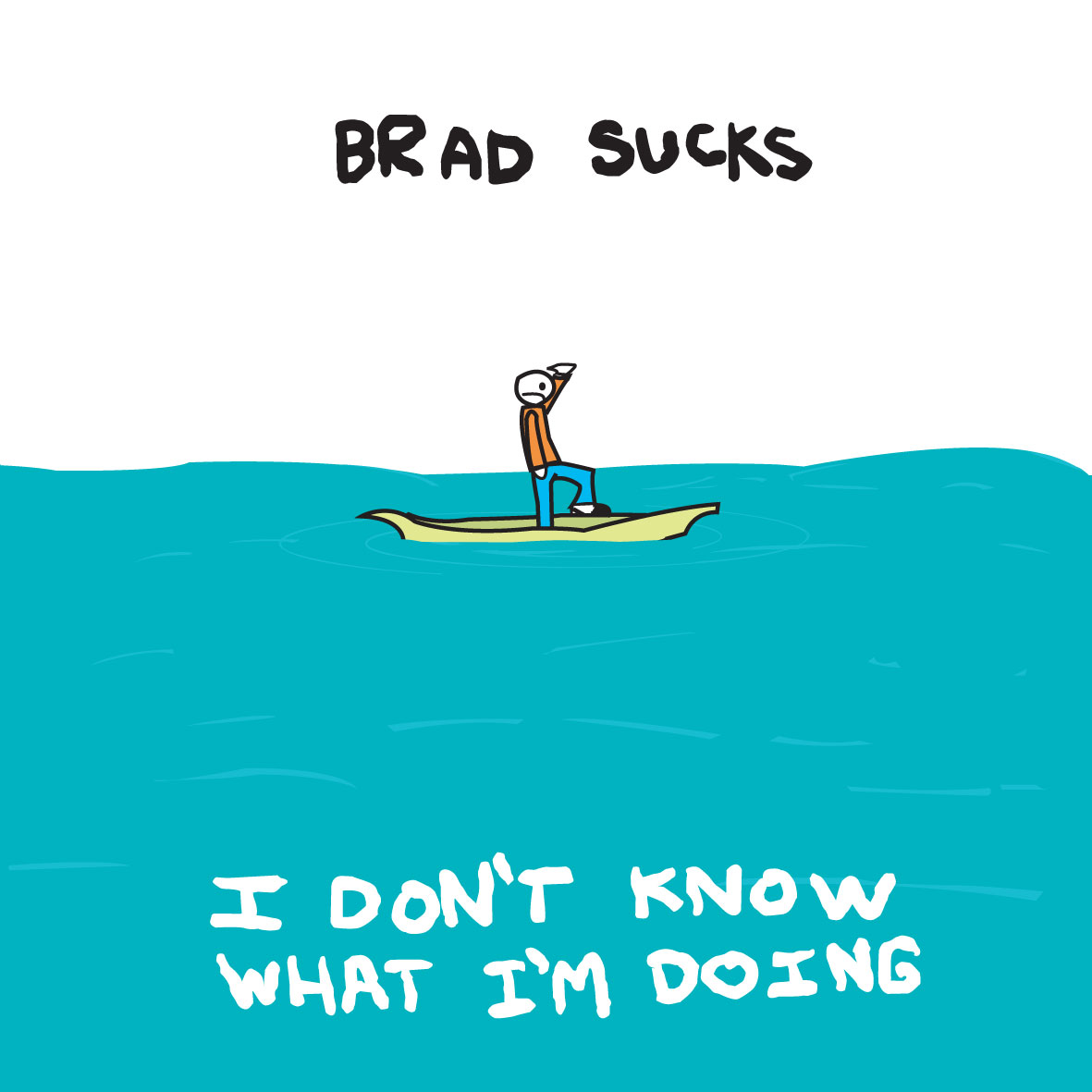
Couverture du premier album de Brad Sucks

Le premier album de Brad Sucks surfe entre des tendances electro (Making Me Nervous, Never Get Out), et d'autres morceau un peu plus pop-rock avec des influences de Jeff Beck (Fixing my Brain) et Lenny Kravitz (Bad Attraction). Cet album est disponible en téléchargement libre sur le site de Brad (vous pouvez aussi l'acheter en version CD). Il est sorti le 19 décembre 2003.
| No  | Titre                       | Durée |
| --- | --------------------------- | ----- |
| 1.  | Making Me Nervous           | 2:37  |
| 2.  | Look and Feel Years Younger | 4:38  |
| 3.  | Fixing My Brain             | 3:57  |
| 4.  | Bad Attraction              | 3:14  |
| 5.  | Sick as a Dog               | 3:14  |
| 6.  | Borderline                  | 3:14  |
| 7.  | I Think I Started a Trend   | 3:04  |
| 8.  | Never Get Out               | 2:05  |
| 9.  | Overreacting                | 3:32  |
| 10. | Dirtbag                     | 3:50  |
| 11. | Time to Take out the Trash  | 2:49  |
| 12. | Work out Fine               | 4:11  |

À noter qu'une compilation des remixes fait par les internautes de ces titres est disponible sur le site de Brad Sucks. Il s'agit de l'album I don't know what I'm Doing remixed. La chanson Look And Feel Years Younger fait également partie d'une compilation avec des titres de plusieurs artistes de musique libre, ayant pour thème le spamming. En effet le nom de cette piste vient d'un titre de pourriel qu'a reçu Brad sur sa boite mail.
Le 30 juillet 2007, le label Magnatune édite un nouveau double CD de remixes de cet album, qui comprend 25 nouvelles versions des titres phares du premier opus de Brad Sucks. Il s'agit de Mixter Two - I don't know what I'm doing, disponible sur le site du label.

### Out Of It (2008)
Son deuxième album, Out Of It est sorti le 8 septembre 2008 et comporte 10 titres.
| No  | Titre                     | Durée |
| --- | ------------------------- | ----- |
| 1.  | Dropping out of School    | 3:43  |
| 2.  | Certain Death             | 3:49  |
| 3.  | Fake It                   | 3:35  |
| 4.  | Bad Sign                  | 3:52  |
| 5.  | There's Something Wrong   | 3:28  |
| 6.  | Gasoline                  | 3:57  |
| 7.  | Total Breakdown           | 2:19  |
| 8.  | Understood by Your Dad    | 2:51  |
| 9.  | Out of It                 | 3:40  |
| 10. | You're Not Going Anywhere | 3:38  |

### Guess Who's a Mess (2012)
Guess Who's a Mess est le troisième album de Brad Sucks. Il est sorti le 2 novembre 2012.
| No  | Titre                       | Durée |
| --- | --------------------------- | ----- |
| 1.  | In Your Face                | 3:21  |
| 2.  | Come Back                   | 3:25  |
| 3.  | Feel Free! Plastic Surgery! | 3:31  |
| 4.  | Guess Who's a Mess          | 3:17  |
| 5.  | Waste of TV                 | 3:35  |
| 6.  | Model Home                  | 3:37  |
| 7.  | The First Thing About Me    | 3:16  |
| 8.  | Thanks for the Add          | 3:40  |
| 9.  | Fluoride                    | 3:42  |
| 10. | Just in a Phase             | 3:38  |

La plupart des chansons composant cet album ont d'abord été diffusées progressivement sur son blog en tant que démos.

### A New Low in Hi-Fi (2021)
A New Low in Hi-Fi est le quatrième album de Brad Sucks. Il est sorti le 10 juin 2021, à la suite d'un financement participatif.
| No  | Titre                               | Durée |
| --- | ----------------------------------- | ----- |
| 1.  | In It to Win It (feat. Jason Lytle) | 4:42  |
| 2.  | All Right Now                       | 3:16  |
| 3.  | Fun Guy                             | 3:31  |
| 4.  | How to Not Kill Yourself            | 4:29  |
| 5.  | A Little Distance                   | 3:26  |
| 6.  | Blackout Drunk                      | 5:19  |
| 7.  | The Motivation                      | 4:23  |
| 8.  | Paranoid Enough                     | 3:59  |
| 9.  | Better Than Nothing                 | 2:33  |
| 10. | Lonely                              | 2:25  |

### Utilisation dans les films
Plusieurs de ses titres furent utilisés au cinéma :
- En 2017, dans Bad Match, figurent au générique les pistes Fluoride, You're Not Going Anywhere, Certain Death et Never Get Out.